# Campionati europei giovanili di nuoto 2000
I XXVII Campionati europei giovanili di nuoto e tuffi si sono disputati nella sede di Dunkerque per il nuoto e di Istanbul per i tuffi dal 27 luglio al 31 luglio 2000.
Hanno partecipato alla manifestazione le federazioni iscritte alla LEN; questi i criteri di ammissione:
- le nuotatrici di 15 e 16 anni (1985 e 1984), i nuotatori di 17 e 18 (1983 e 1982)
- le tuffatrici e i tuffatori di 16, 17 e 18 anni (1984, 1983 e 1982) per la categoria "A"; Le ragazze e i ragazzi di 14 e 15 anni (1986 e 1985) per la categoria "B".

Da questa edizione debutta la gara di tuffi sincronizzati dal trampolino di 3 metri.

## Podi

### Uomini
| Evento               | Oro                                                                 | Tempo      | Argento                                                                | Tempo    | Bronzo                                                               | Tempo    |
| Stile libero         |                                                                     |            |                                                                        |          |                                                                      |          |
| 50 m                 | Duje Draganja                                                       | 22"68 RC   | Michele Scarica                                                        | 23"08    | Anton Naumenka                                                       | 22"30    |
| 100 m                | Duje Draganja                                                       | 51"16      | Johannes Oesterling                                                    | 51"46    | Kvetoslav Svoboda                                                    | 51"65    |
| 200 m                | Kvetoslav Svoboda                                                   | 1'49"76 RC | Johannes Oesterling                                                    | 1'51"90  | Maksim Kuznetsov                                                     | 1'52"25  |
| 400 m                | Kvetoslav Svoboda                                                   | 3'53"40    | Guy-Noël Schmitt                                                       | 3'54"35  | Ilia Nikitin                                                         | 3'55"30  |
| 1500 m               | Hannes Kalteis                                                      | '15'21"41  | Guy-Noël Schmitt                                                       | 15'25"33 | Vasileios Demetis                                                    | 15'43"24 |
| Dorso                |                                                                     |            |                                                                        |          |                                                                      |          |
| 50 m                 | Toni Helbig                                                         | 26"14 RC   | Sander Ganzevles                                                       | 26"85    | Enrico Catalano                                                      | 26"96    |
| 100 m                | Toni Helbig                                                         | 56"45      | Viktor Bodrogi                                                         | 56"77    | Sander Ganzevles                                                     | 57"00    |
| 200 m                | Viktor Bodrogi                                                      | 2'00"22 RC | Sander Ganzevles                                                       | 2'00"39  | David O'Brien                                                        | 2'03"25  |
| Rana                 |                                                                     |            |                                                                        |          |                                                                      |          |
| 50 m                 | Mihaly Flaskay                                                      | 28"54 RC   | Vanja Rogulj                                                           | 28"60    | Michael Fischer                                                      | 28"79    |
| 100 m                | Michael Fischer                                                     | 1'03"11    | Vanja Rogulj                                                           | 1'03"25  | Alexei Tiurin                                                        | 1'04"57  |
| 200 m                | Thijs van Valkengoed                                                | 2'17"25    | Jakob Jóhann Sveinsson                                                 | 2'18"63  | Alexei Tiurin                                                        | 2'18"78  |
| Farfalla             |                                                                     |            |                                                                        |          |                                                                      |          |
| 50 m                 | Andriy Serdinov                                                     | 24"75      | Ricardo Coxo                                                           | 25"04    | Evgeni Korotyshkin                                                   | 25"17    |
| 100 m                | Andriy Serdinov                                                     | 53"73      | Artur Akhmetov                                                         | 54"88    | Ricardo Coxo                                                         | 55"75    |
| 200 m                | Sergiy Fesenko                                                      | 2'00"03    | Viktor Bodrogi                                                         | 2'00"97  | Christian Galenda                                                    | 2'02"88  |
| Misti                |                                                                     |            |                                                                        |          |                                                                      |          |
| 200 m                | Dirk Mennicke                                                       | 2'04"74    | James Goddard                                                          | 2'06"73  | Georgios Dimitras                                                    | 2'06"96  |
| 400 m                | Vasileios Demetis                                                   | 4'26"62    | Georgios Dimitras                                                      | 4'28"85  | Tomasz Dziedzic                                                      | 4'29"32  |
| Staffette            |                                                                     |            |                                                                        |          |                                                                      |          |
| 4x100 m stile libero | GermaniaLeif Kruger Jens Scheiber Dennis Koch Johannes Oesterling   | 3'27"29    | Regno UnitoChris Cozens Seth Chappels Matthew Bowe Robin Francis       | 3'27"89  | FranciaFranck Ledoux Germain Cayette Franck Southon Quentin Lahana   | 3'27"98  |
| 4x200 m stile libero | RussiaTaras Kit Ilia Nikitin Denis Rodkin Dima Kuznetsov            | 7'31"33    | GermaniaDirk Mennicke Jens Schreiber Thomas Reuter Johannes Oesterling | 7'31"63  | FranciaFranck Southon Guy-Noël Schmitt Mathieu Abbate Quentin Lahana | 7'33"92  |
| 4x100 m misti        | GermaniaToni Helbig Michael Fischer Leif Kruger Johannes Oesterling | 3'45"82    | RussiaDmitri Smirnov Aleksei Tiurin Artur Akhmetov Taras Kit           | 3'47"21  | PortogalloBruno Freitas Helder Lopes Ricardo Coxo Luis Monteiro      | 3'49"44  |

### Donne
| Evento               | Oro                                                                            | Tempo      | Argento                                                                | Tempo   | Bronzo                                                                   | Tempo   |
| Stile libero         |                                                                                |            |                                                                        |         |                                                                          |         |
| 50 m                 | Hanna-Maria Seppälä                                                            | 26"07 RC   | Hinkelien Schreuder                                                    | 26"14   | Antonia Albers                                                           | 26"47   |
| 100 m                | Hanna-Maria Seppälä                                                            | 56"69      | Marina Scheepbouwer                                                    | 57"54   | Hinkelien Schreuder                                                      | 57"56   |
| 200 m                | Irina Oufimtseva                                                               | 2'02"00    | Éva Risztov                                                            | 2'02"96 | Ida Mattsson                                                             | 2'03"41 |
| 400 m                | Éva Risztov                                                                    | 4'12"12    | Irina Oufimtseva                                                       | 4'12"94 | Kornelia Kovacs                                                          | 4'16"29 |
| 800 m                | Éva Risztov                                                                    | 8'36"54    | Olga Beresnyeva                                                        | 8'36"73 | Irina Oufimtseva                                                         | 8'38"39 |
| Dorso                |                                                                                |            |                                                                        |         |                                                                          |         |
| 50 m                 | Louise Ørnstedt                                                                | 29"37 RC   | Aljaksandra Herasimenja                                                | 29"53   | Tatsiana Platkouskya                                                     | 29"89   |
| 100 m                | Diana Mocanu                                                                   | 1'01"85 RC | Louise Ørnstedt                                                        | 1'02"10 | Irina Raevskaia                                                          | 1'03"14 |
| 200 m                | Irina Raevskaia                                                                | 2'13"25    | Louise Ørnstedt                                                        | 2'14"58 | Louise Coull                                                             | 2'17"14 |
| Rana                 |                                                                                |            |                                                                        |         |                                                                          |         |
| 50 m                 | Desiree Mahle                                                                  | 32"35 RC   | Roberta Panara                                                         | 33"03   | Kirsty Balfour Anne-Mari Gulbrandsen                                     | 33"33   |
| 100 m                | Desiree Mahle                                                                  | 1'10"78    | Kirsty Balfour                                                         | 1'11"35 | Anne-Mari Gulbrandsen                                                    | 1'11"49 |
| 200 m                | Desiree Mahle                                                                  | 2'31"04    | Caroline Ruhnau                                                        | 2'32"10 | Anne-Mari Gulbrandsen                                                    | 2'32"74 |
| Farfalla             |                                                                                |            |                                                                        |         |                                                                          |         |
| 50 m                 | Vered Borchovsky                                                               | 27"30      | Hinkelien Schreuder                                                    | 27"50   | Orsolya Ferenczy                                                         | 28"07   |
| 100 m                | Diana Mocanu                                                                   | 1'00"19    | Vered Borchovsky                                                       | 1'00"92 | Malgorzata Gembicka                                                      | 1'01"70 |
| 200 m                | Éva Risztov RC                                                                 | 2'11"20    | Diana Mocanu                                                           | 2'12"75 | Malgorzata Gembicka                                                      | 2'14"60 |
| Misti                |                                                                                |            |                                                                        |         |                                                                          |         |
| 200 m                | Diana Mocanu                                                                   | 2'14"42 RC | Sophie De Ronchi                                                       | 2'18"35 | Vered Borchovsky                                                         | 2'19"40 |
| 400 m                | Roser Vives                                                                    | 4'52"62    | Ann Berglund                                                           | 4'55"22 | Katalin Molnar                                                           | 4'56"65 |
| Staffette            |                                                                                |            |                                                                        |         |                                                                          |         |
| 4x100 m stile libero | Paesi BassiHinkelien Schreuder Brenda Den Hoed Sara Kuijer Marina Scheepbouwer | 3'49"77    | GermaniaCarolin Rolle Sonja Schoeber Antonia Albers Susan Nagelschmidt | 3'51"39 | SveziaIda Mattsson Caroline Steffensen Mia Ydfors Ann Berglund           | 3'52"27 |
| 4x200 m stile libero | RussiaEkaterina Nassyrova Olga Boslovenko Dinara Mingadzhivova Irina Ufimtseva | 8'15"98    | UngheriaViktoria Molnar Kornelia Kovacs Claudia Barsi Éva Risztov      | 8'22"79 | SveziaIda Mattsson Caroline Steffensen Mia Ydfors Ann Berglund           | 8'23"63 |
| 4x100 m misti        | RussiaIrina Raevskaia Aleksandra Malanina Maria Melnikova Ekaterina Nassyrova  | 4'15"72    | Regno UnitoLouise Coull Kristy Balfour Gemma Howells Lisa Chapman      | 4'16"44 | GermaniaChristine Bachinger Desiree Mahle Adela Suchy Susan Nagelschmidt | 4'17"05 |

### Tuffi
| Evento                         | Oro                          | Punti  | Argento                     | Punti  | Bronzo                              | Punti  |
| Uomini - categoria "A"         |                              |        |                             |        |                                     |        |
| trampolino 1 m                 | Yuri Shlyakhov               | 488,05 | Ville Vahjola               | 469,00 | Cristopher Sacchin                  | 464,70 |
| trampolino 3 m                 | Yuri Shlyakhov               | 533,70 | Joona Puhakka               | 529,50 | Roman Kormilitsin                   | 498,80 |
| piattaforma                    | Ioannis Gavrilidis           | 484,55 | Kramarenko                  | 465,10 | Michele Benedetti                   | 464,00 |
| sincro 3 m categorie "A" e "B" | Roman Kormilitsin Tiuiunikov | 285,90 | Joona Puhakka Ville Vahjola | 282,90 | Michele Benedetti Emanuele Marini   | 464,00 |
| Ragazzi - categoria "B"        |                              |        |                             |        |                                     |        |
| trampolino 1 m                 | Gleb Sergeevič Gal'perin     | 345,90 | Koltashev                   | 327,70 | Anton Zakharov                      | 314,35 |
| trampolino 3 m                 | Anton Zakharov               | 383,85 | Gleb Sergeevič Gal'perin    | 339,75 | Alexis Coquet                       | 333,05 |
| piattaforma                    | Anton Zakharov               | 318,10 | Toni Adam                   | 310,05 | Cornel Ardeleanu                    | 308,80 |
| Donne - categoria "A"          |                              |        |                             |        |                                     |        |
| trampolino 1 m                 | Heike Fischer                | 385,45 | Maria Marconi               | 358,10 | Tracey Richardson                   | 357,65 |
| trampolino 3 m                 | Nóra Barta                   | 447,20 | Irina Zelepoukina           | 418,50 | Heike Fischer                       | 406,30 |
| piattaforma                    | Anna Kiess                   | 382,00 | Svetlana Khitrina           | 380,15 | Olga Klokova                        | 377,25 |
| sincro 3 m categorie "A" e "B" | Tania Cagnotto Maria Marconi | 259    | Stacie Powell Sarah Soo     | 237    | Svetlana Khitrina Irina Zelepoukina | 230    |
| Ragazze - categoria "B"        |                              |        |                             |        |                                     |        |
| trampolino 1 m                 | Nastassia Salivonchik        | 310,05 | Olena Fedorova              | 302,50 | Tania Cagnotto                      | 299,90 |
| trampolino 3 m                 | Tania Cagnotto               | 361,30 | Stacie Powell               | 343,30 | Olena Fedorova                      | 339,95 |
| piattaforma                    | Tania Cagnotto               | 360,40 | Andra Opinca                | 289,55 | Stacie Powell                       | 288,75 |

## Medagliere
- Nuoto

| Posizione | Paese         | Oro | Argento | Bronzo | Totale |
| --------- | ------------- | --- | ------- | ------ | ------ |
| 1         | Germania      | 9   | 5       | 3      | 17     |
| 2         | Ungheria      | 5   | 4       | 3      | 12     |
| 3         | Russia        | 5   | 3       | 7      | 15     |
| 4=        | Ucraina       | 3   | 1       | 0      | 4      |
| 4=        | Romania       | 3   | 1       | 0      | 4      |
| 6         | Paesi Bassi   | 2   | 6       | 3      | 11     |
| 7         | Croazia       | 2   | 2       | 0      | 4      |
| 8         | Rep. Ceca     | 2   | 0       | 1      | 3      |
| 9         | Finlandia     | 2   | 0       | 0      | 2      |
| 10        | Danimarca     | 1   | 2       | 0      | 3      |
| 11        | Israele       | 1   | 1       | 1      | 3      |
| 12        | Grecia        | 1   | 0       | 1      | 2      |
| 13=       | Spagna        | 1   | 0       | 0      | 1      |
| 13=       | Austria       | 1   | 0       | 0      | 1      |
| 15        | Gran Bretagna | 0   | 4       | 3      | 7      |
| 16        | Francia       | 0   | 3       | 2      | 5      |
| 17        | Italia        | 0   | 2       | 2      | 4      |
| 18        | Svezia        | 0   | 1       | 3      | 4      |
| 19=       | Bielorussia   | 0   | 1       | 2      | 3      |
| 19=       | Portogallo    | 0   | 1       | 2      | 3      |
| 21        | Islanda       | 0   | 1       | 0      | 1      |
| 22=       | Polonia       | 0   | 0       | 3      | 3      |
| 22=       | Norvegia      | 0   | 0       | 3      | 3      |
| totale    |               | 38  | 38      | 39     | 114    |

- Tuffi

| Posizione | Paese         | Oro | Argento | Bronzo | Totale |
| --------- | ------------- | --- | ------- | ------ | ------ |
| 1         | Ucraina       | 4   | 2       | 2      | 8      |
| 2         | Italia        | 3   | 1       | 4      | 8      |
| 3         | Russia        | 2   | 4       | 3      | 9      |
| 4         | Germania      | 2   | 1       | 1      | 4      |
| 5=        | Bielorussia   | 1   | 0       | 0      | 1      |
| 5=        | Ungheria      | 1   | 0       | 0      | 1      |
| 5=        | Grecia        | 1   | 0       | 0      | 1      |
| 8         | Finlandia     | 0   | 3       | 0      | 3      |
| 9         | Gran Bretagna | 0   | 2       | 2      | 4      |
| 10        | Romania       | 0   | 1       | 1      | 2      |
| 11        | Francia       | 0   | 0       | 1      | 1      |
| totale    |               | 14  | 14      | 14     | 42     |